# Logements préfabriqués au Royaume-Uni

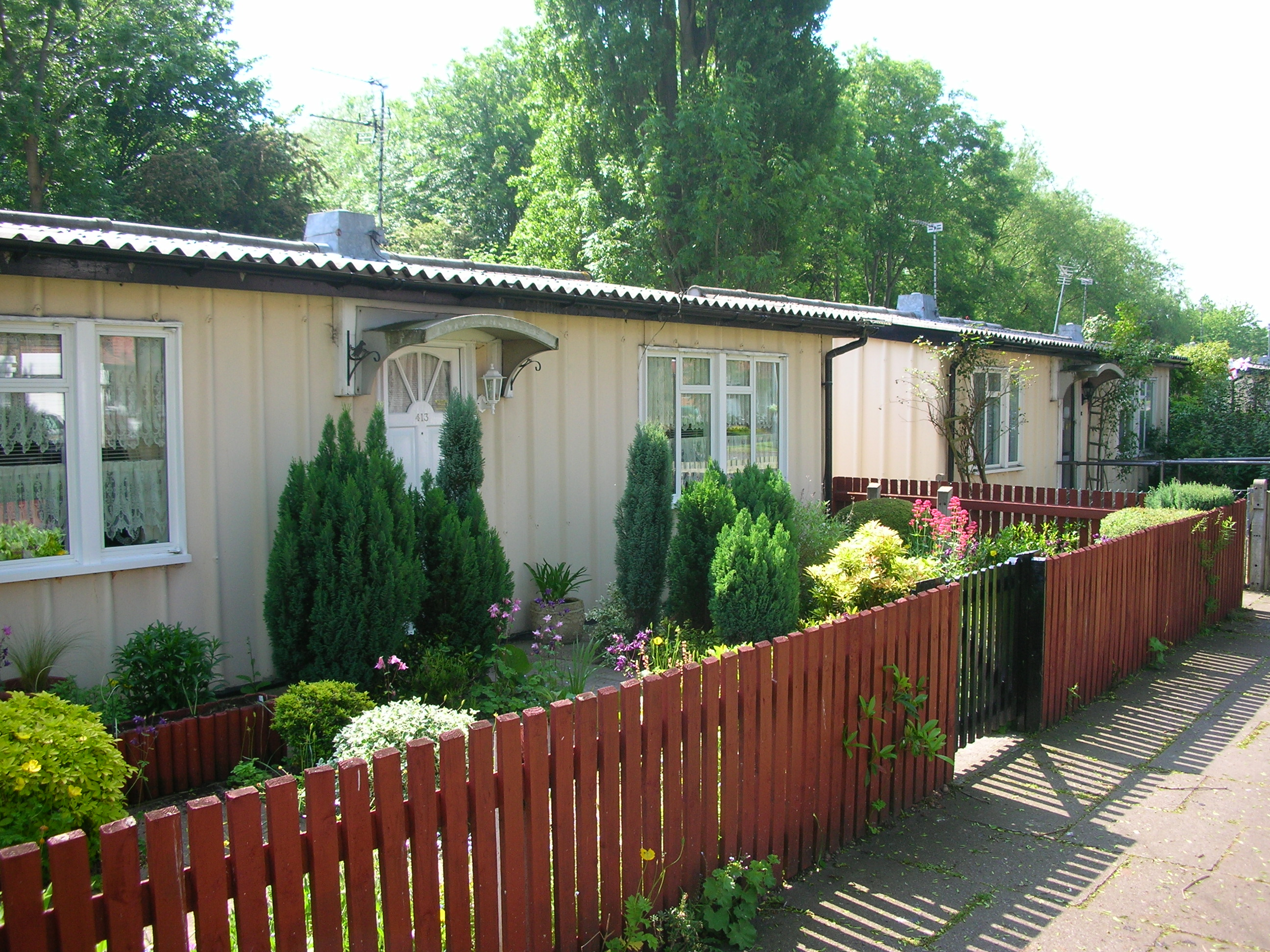
Préfabriqués Phoenix construits en 1945 et situés à Wake Green, au sud de Birmingham.

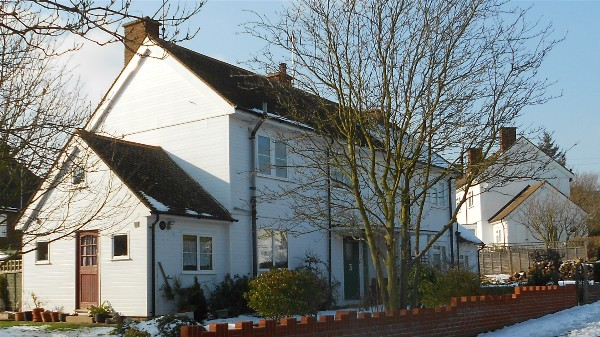
Maison préfabriquée suédoise livrée au Royaume-Uni et visible à Shorne. La France en reçut aussi.

Les logements préfabriqués constituaient une partie importante du plan de livraison visant à remédier à la pénurie de logements au Royaume-Uni après la Seconde Guerre mondiale. Ils ont été envisagés par le Premier ministre Winston Churchill en mars 1944 et ont été légalement décrits dans la loi de 1944 sur le logement et l'hébergement temporaire (Housing (Temporary Accommodation) Act 1944 (en)).

Reprenant les détails du plan de logement social du rapport du Burt Committee (en) formé en 1942, le gouvernement de coalition de Churchill proposa de répondre à la pénurie de 200 000 logements d'après-guerre en construisant 500 000 maisons préfabriquées d'une espérance de vie de 10 ans, et ce dans les cinq ans suivant la fin de la Seconde Guerre mondiale. La loi de 1944 sur le logement comptait quant à elle à fournir 300 000 unités en 10 ans, avec un budget de 150 millions de livres.

Grâce à l'utilisation des installations de production du temps de guerre et à la création de normes communes élaborées par le ministère des Travaux, le programme démarra et, sur 1,2 million de nouvelles maisons construites entre 1945 et 1951, date à laquelle le programme a officiellement pris fin, 156 623 maisons préfabriquées ont été construites. Aujourd'hui, un certain nombre d'entre elles survivent, ce qui témoigne de la durabilité d'une série de logements envisagés uniquement pour durer 10 ans. Dans le cadre de ce projet, les autorités locales ont développé des techniques de construction non traditionnelles, dont une partie de préfabrication avec notamment du béton armé préfabriqué afin de répondre à la demande.

## Types de logements préfabriqués
Lorsque le ministère des Travaux publics a ouvert le concours de conception, quelque 1 400 plans furent soumis. Après examen par la Building Research Station (en), beaucoup furent rejetés dès le stade de la conception, comme la proposition de la British Powerboat Company (en) pour un modèle en contreplaqué, tandis que d'autres ne furent rejetés qu'après le stade du prototype, comme le Riley à charpente métallique.

### Portal
Le premier prototype à avoir été dévoilé fut une contribution de l'industrie automobile, un bungalow temporaire expérimental à panneaux d'acier appelé le Portal en référence à Lord Portal. D'une surface au sol de 57,2 m2 et d'un coût estimé à 600 £ pour la construction et à 675 £ entièrement meublé, il comprenait un module préfabriqué de cuisine et une salle de bain encastrée, avec un réfrigérateur préinstallé. Le loyer proposé était de 10 shillings (50p) par semaine pour une durée de vie de dix ans.

### Maison Airey

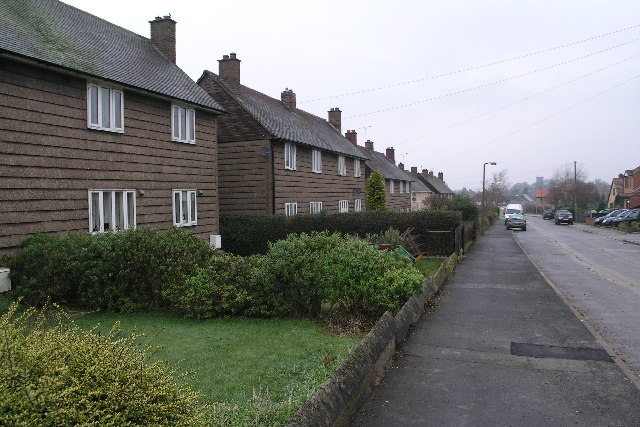
Maisons Airey à Harthill (Yorkshire du Sud)
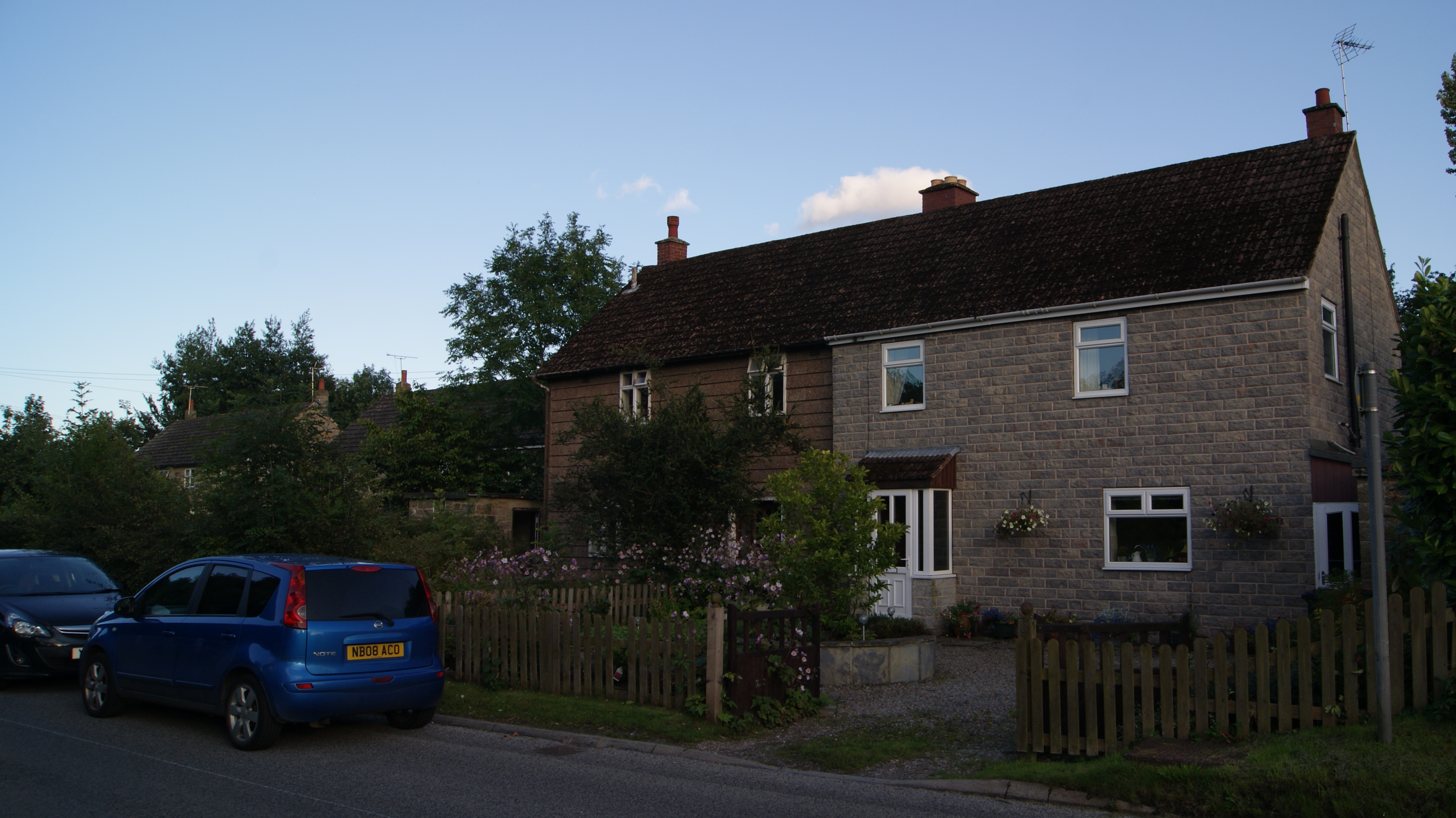
Maisons Airey non rénovée (à gauche) et rénovée (à droite) à Sicklinghall, North Yorkshire. Notez l'épaisseur accrue de l'isolation et du nouveau revêtement sur la maison rénovée.
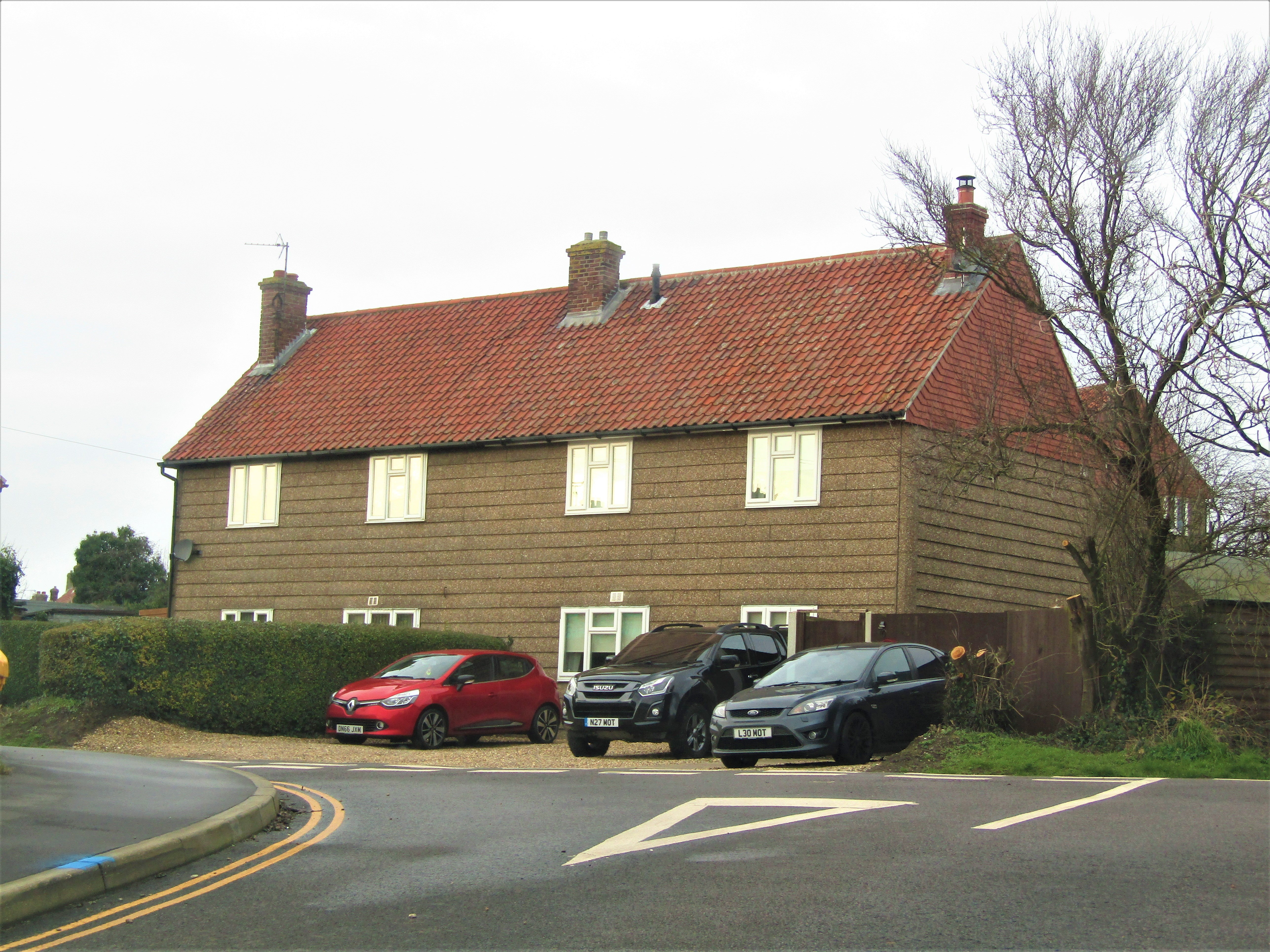
Maison Airey à Mundesley

L'Airey house (en) fut développé à Leeds par un magnat de la construction, Edwin Airey (en). Les maisons Airey étaient aisément reconnaissables à leurs colonnes en béton armé et à leurs murs extérieurs faits en shiplap, un type de panneau de bois utilisé couramment comme revêtement extérieur dans la construction de résidences, de granges, de hangars et de dépendances.

### Arcon

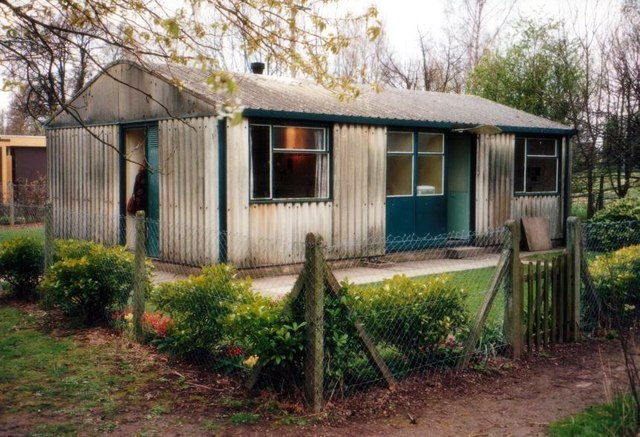
Préfabriqué Arcon visible au Avoncroft Museum of Historic Buildings (en)
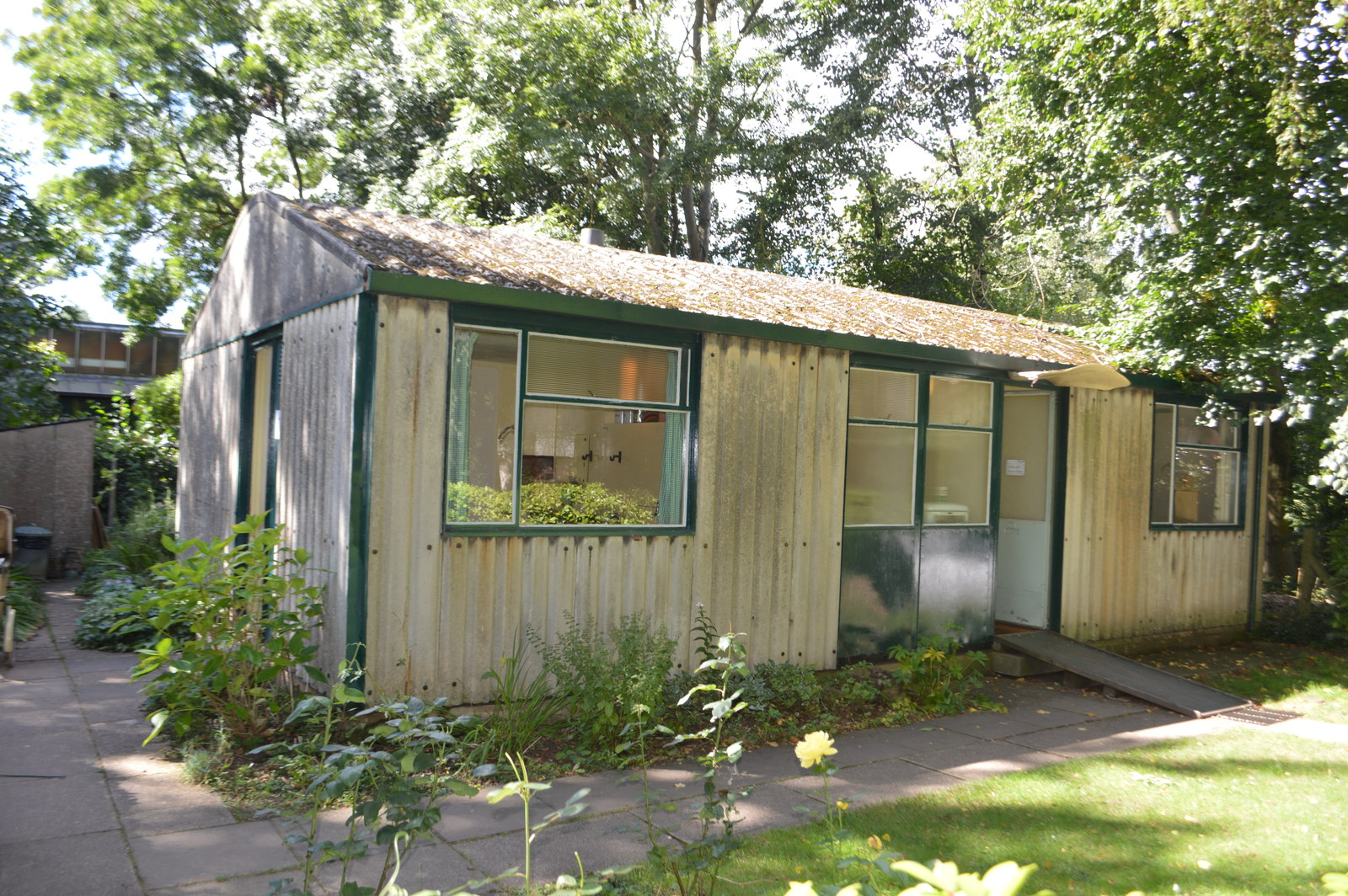
Préfabriqué Arcon visible à Yardley

Développé et construit par Taylor Woodrow (en), l'Arcon était un type de Portal avec de l'amiante-ciment, car il utilisait les mêmes modules pour la cuisine et la salle de bains. Il avait une espérance de vie plus longue, mais avait aussi un coût plus élevé. Près de 40 000 logements de ce type furent construits.
Les deux chambres étaient à peu près de la même taille, assez grandes, avec des baies vitrées comprenant une fenêtre ouvrante. La cuisine était équipée de placards en acier, de tiroirs et d'un évier intégré. Une porte latérale donnait directement accès à la cuisine. Une chaudière à gaz (en cuivre), un four et une plaque de cuisson à gaz, ainsi qu'un réfrigérateur intégré étaient incorporés dans les éléments de cuisine en acier. En face des éléments encastrés se trouvait une table basse murale et un garde-manger intégré. Le salon était équipé d'un poêle fonctionnant au charbon, dont la chaleur chauffait une chaudière, donnant ainsi de l'eau chaude "gratuite". La salle de bains était équipée d'une grande baignoire et de placards en acier. Il y avait des toilettes séparées. Le salon et les deux chambres étaient équipés de placards et de tiroirs en acier. Les maisons Arcon étaient si bien équipés (à Debden, Epping Forest (en), Loughton, Essex) que les seuls meubles nécessaires étaient les lits, des chaises pour la cuisine, des sièges pour le salon et des revêtements pour le sol. Une clôture en mailles de chaîne, un portail et un abri à charbon construit avec de la tôle ondulée provenant des abris d'Anderson et des murs avant et arrière en briques étaient également fournis. Les jardins étaient de taille suffisante pour faire pousser des légumes, et de nombreux résidents mirent en place un poulailler.

### BISF

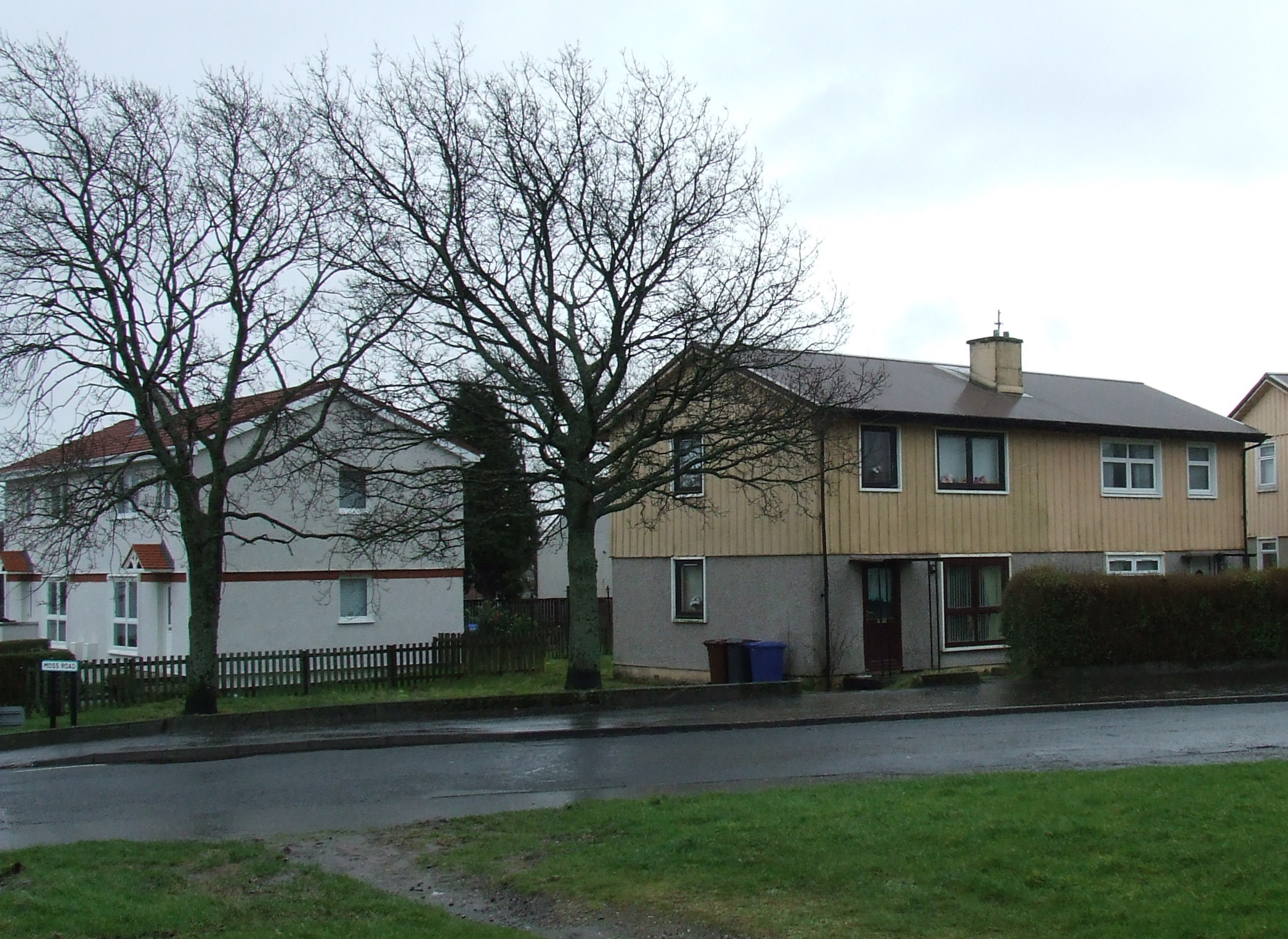
Maisons BISF à Port Glasgow. La maison originale est à droite, celle de gauche ayant été transformée.

La maison BISF est une maison à ossature en acier, conçue et produite par la British Iron and Steel Federation (en), et érigée dans tout le pays à partir de 1946.
La BISF était une association de producteurs d'acier, formée en 1934 afin de fournir une planification centrale pour l'industrie. Elle a joué un rôle important dans la coordination de la production tout au long de la Seconde Guerre mondiale. Après la guerre, la BISF a joué un rôle clé dans le nouveau programme de logement d'urgence du ministère des Travaux publics.
Elle a parrainé une solution pour un logement permanent (contrairement aux autres solutions, qui se voulaient temporaires) à ossature en acier conforme à la réglementation par l'architecte Sir Frederick Gibberd (en), qui a également conçu la maison Howard.
31 516 maisons BISF furent construites, et elles coûtaient moins de 1500 livres.

### AIROH

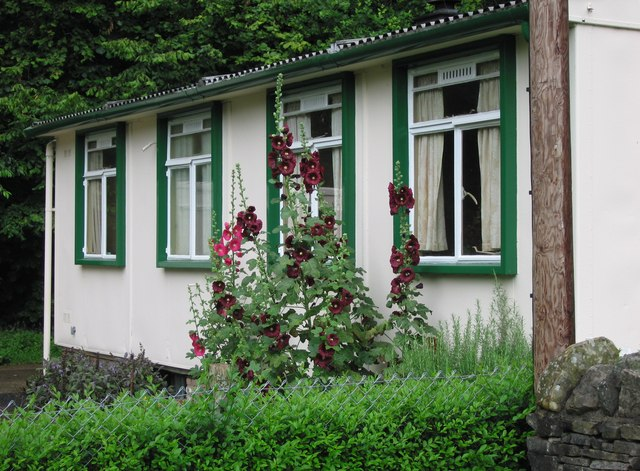
Un préfabriqué AIROH visible au St Fagans National Museum of History (en).

La maison AIROH (Aircraft Industries Research Organisation on Housing) était un bungalow tout aluminium de 62,7 m2, de dix tonnes, assemblé à partir de quatre sections, chacune devant être livrée sur le site sur un camion. Elle était entièrement meublée, jusqu'aux rideaux. La cadence de production proposée pour les maisons complètes était d'une toutes les douze minutes. Cela était possible parce que l'AIROH entièrement équipé et meublé pouvait être assemblé à partir de seulement 2 000 composants, alors que l'avion qu'elle remplaçait sur la chaîne de production en nécessitait 20 000. Les parents du futur leader du parti travailliste Neil Kinnock reçurent un AIROH, sur lequel il fit le commentaire suivant : « Il était équipé d'un réfrigérateur, d'une table de cuisine qui se pliait dans le mur et d'une salle de bain. La famille et les amis venaient en visite pour voir ces merveilles. On avait l'impression de vivre dans un vaisseau spatial. »
Bien qu'impressionnante, la production de l'AIROH en 1947 coûtait 1 610 £, plus les coûts du terrain et de l'installation. Cependant, 54 500 AIROH ont été construites.

### Cornish

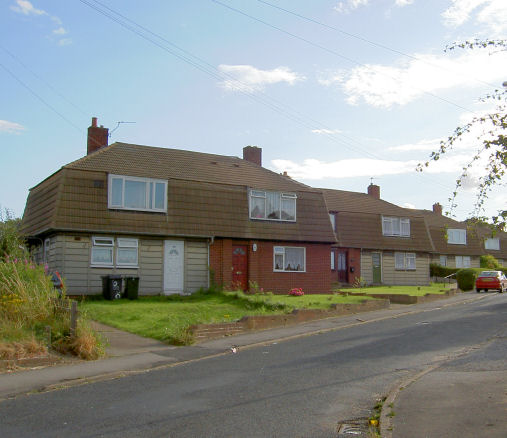
Maison de type Cornish près de Barnsley
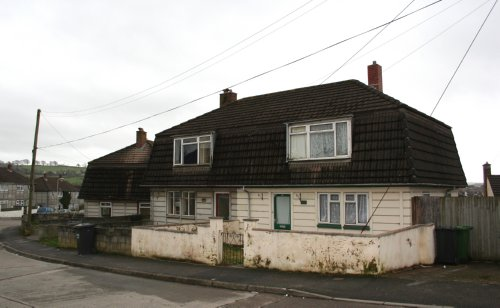
Maisons de type Cornish à Barnstaple en mauvais état et aujourd'hui détruites

Conçues par la  Central Cornwall Concrete & Artificial Stone Co, elles sont également connues sous le nom de maisons de type Cornish et Selleck Nicholls & Williams. Il y a des variantes : bungalows, maisons jumelles à deux étages, maisons mitoyennes avec un toit en croupe à pente moyenne mansardé.
Le succès de cette conception a été tel que 30 000 maisons Cornish Unit ont été construites.
Cependant, les toits et l'isolation des murs contenaient de l'amiante, tandis que la construction à ossature en bois signifie que lorsque le béton se désagrège, les deux parties ont tendance à se séparer, ce qui entraîne de nombreuses fissures internes. Les principaux défauts sont : 
- Fissuration horizontale et verticale des colonnes en béton précontraint
- Taux élevés de carbonatation du béton et niveaux significatifs de chlorure dans les colonnes en béton
- Fissuration des soubassements du premier étage

### Hawksley

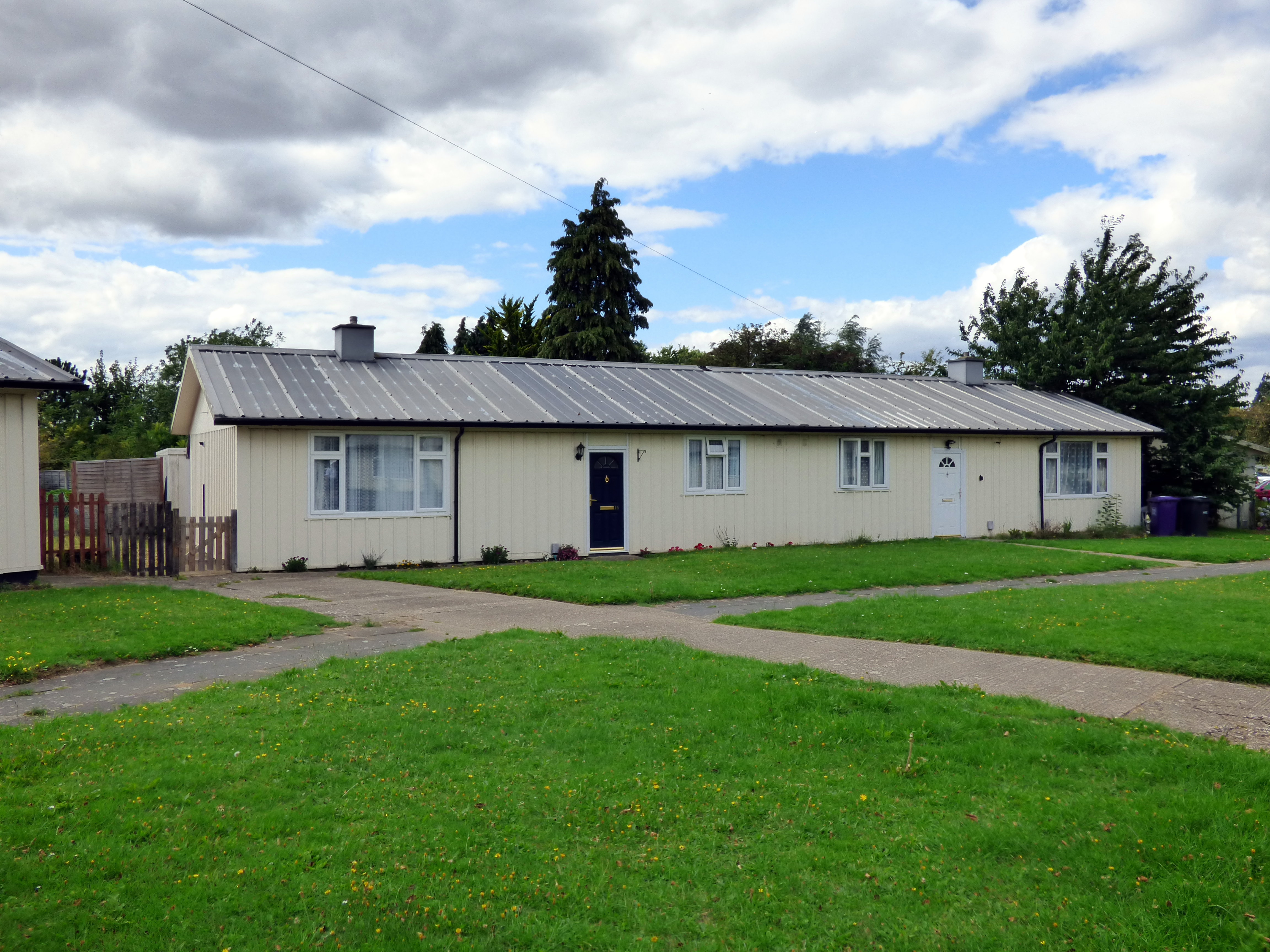
Préfabriqués de type Hawksley à Letchworth Garden City

La Hawksley Ltd de Hucclecote (en) a été créée en 1940 par le groupe Hawker Siddeley, propriétaire de la Gloster Aircraft Company, pour construire l'avion Albermarle conçu par Armstrong Whitworth. Après la Seconde Guerre mondiale, sa société mère Hawker Siddeley l'a maintenue ouverte pour fournir des maisons et des bungalows préfabriqués au ministère de la Guerre. Après la fin de leur travail pour le ministère de la Guerre, ils ont continué à exporter leurs bâtiments vers l'Australie, la Nouvelle-Zélande et l'Uruguay jusque dans les années 1960.
Modèles : 
- BL8 : un bungalow à ossature en bois recouvert d'aluminium.
- C2/C3 : soit un bungalow de trois chambres, soit un bâtiment convertible en bâtiment administratif tel qu'un bureau de poste ou un cabinet médical.
- Hawksley House : une maison jumelée ou mitoyenne de 2 à 4 chambres basée sur les principes de l'architecte suisse G. Schindler
- Hawkesley Single Storey building : bâtiment à usage général convenant aux écoles, aux bureaux, aux hôpitaux et aux salles des fêtes.

Un domaine de 60 bungalows Hawksley a été construit à Letchworth Garden City en 1950. En 2017, les bâtiments étaient toujours entretenus et occupés.
L'entreprise a ensuite développé une maison en aluminium pour le Margaret MacMillan Memorial Fund, destinée à être utilisée dans le cadre de missions de secours tropicales à l'étranger.

### Howard
Conçu également par Sir Frederick Gibberd, ce modèle à ossature en acier a fait l'objet d'une promotion par John Howard & Company. Une conception esthétique plus industrielle, et plus aventureuse dans son utilisation de technologies innovantes. Les panneaux de bardage en amiante et ciment sont clairement exprimés par des solins métalliques sur une couche de base de panneaux en béton, les fenêtres et les portes s'insérant dans le module mis en place par le bardage. Contrairement à la BISF house (en) (une maison britannique à ossature en acier, conçue et produite par la British Iron and Steel Federation (en), et érigée dans tout le pays à partir de 1946), cette maison affiche fièrement sa nature de préfabriqué léger, mais certaines avancées techniques distinguent la maison Howard, par exemple la plinthe périphérique en béton préfabriqué qui supporte un rez-de-chaussée suspendu en acier. Seulement 1 500 maisons Howard ont été construites.

### Laing Easi-Form

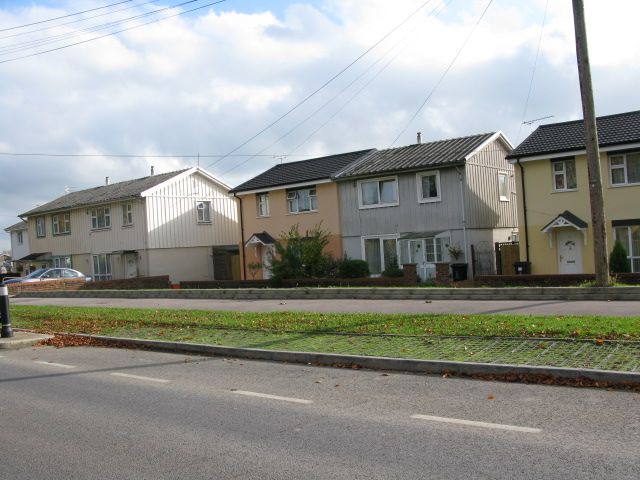
Préfabriqués Laing Easi-Form à Swindon

Conçus par Laing and Co, les Laing Easi6form sont coulés in-situ dans des moules-types développés à partir de 1919 et ne souffrent pas des problèmes de nombreux bâtiments à ossature métallique. La version Mk1, rare, avait des murs en béton de clinker massif de 20 cm d'épaisseur, construits entre 1919 et 1928. La version Mk2, plus courante de 1925 à 1945, avait des murs à cavité coulés sur place, des panneaux intérieurs et extérieurs de 7,6 cm d'épaisseur avec une cavité de 5,1 cm, généralement finis à l'extérieur avec un enduit en pointillés de pierre. Après 1945, la version Mk3, qui constitue la majorité des maisons, a été modifiée selon les spécifications et présente donc des murs en béton coulé sur place, des murs intérieurs et extérieurs de 7,6 cm d'épaisseur séparés par une cavité de 5,1 cm.

### Lecaplan
Conçues par J. C. Tilley et fabriquées par W. & C. French (en), les maisons Lecaplan se déclinent en deux types, le type A étant des maisons mitoyennes à deux étages. Elles se caractérisent par un toit à pignon à faible pente couvert de tuiles en béton. Les murs extérieurs sont constitués de panneaux de béton, ou de murs avant et arrière remplis de planches de bois à claire-voie. Le type B est une variante ultérieure de profil similaire, mais avec un porche d'entrée ajouté et des murs exclusivement en béton. Environ 1600 logements de chaque type furent construits entre 1966 et 1971.

### Mowlem
Comme la Laing Easi-Form, une forme de construction en béton coulé sur place, utilisée pour la première fois en 1952, mais surtout entre 1962 et 1981. Dans le cas d'un mur creux solide, le béton coulé remplace les murs intérieurs en parpaings des habitations traditionnelles. Les types de murs pleins ont une épaisseur de 225 millimètres de béton léger coulé, avec un enduit extérieur. Les types de murs à cavité ont un vantail intérieur en béton d'une épaisseur d'au moins 100-125 millimètres.

### Orlit
Conçue par l'architecte tchèque Erwin Katona (cs), qui a quitté la Tchécoslovaquie en 1938 pour s'installer au Royaume-Uni, c'est une construction à deux étages en béton armé préfabriqué, et produite en Écosse par la société Orlit Co, ce qui fait que la plupart des maisons y sont situées.
La construction sur site était basée sur une fondation qui soutenait des colonnes en béton préfabriqué à intervalles fixes, supportant des poutres en béton fixées aux colonnes, ce qui donnait un cadre pratiquement monolithique. L'extérieur est revêtu de grandes dalles de béton, et l'intérieur de blocs de mousse de scories emboîtés. Les cloisons intérieures sont construites en parpaings avec une finition en plâtre, tout comme le revêtement intérieur. Les planchers sont constitués d'unités de plancher en béton préfabriqué, avec un plancher en bois sur des sablières en bois.
En raison de la rapidité de la construction et de la qualité de la production, ce type d'habitat se détériore avec le temps, en particulier au niveau des joints de construction et des jonctions entre les composants, avec une réduction progressive de l'efficacité structurelle. C'est pourquoi l'Orlit a été désigné comme défectueux en vertu de la loi sur les défauts du logement de 1984 et, par conséquent, la majorité des prêteurs hypothécaires n'accordent aucune forme d'hypothèque sur ces maisons.

### Phoenix

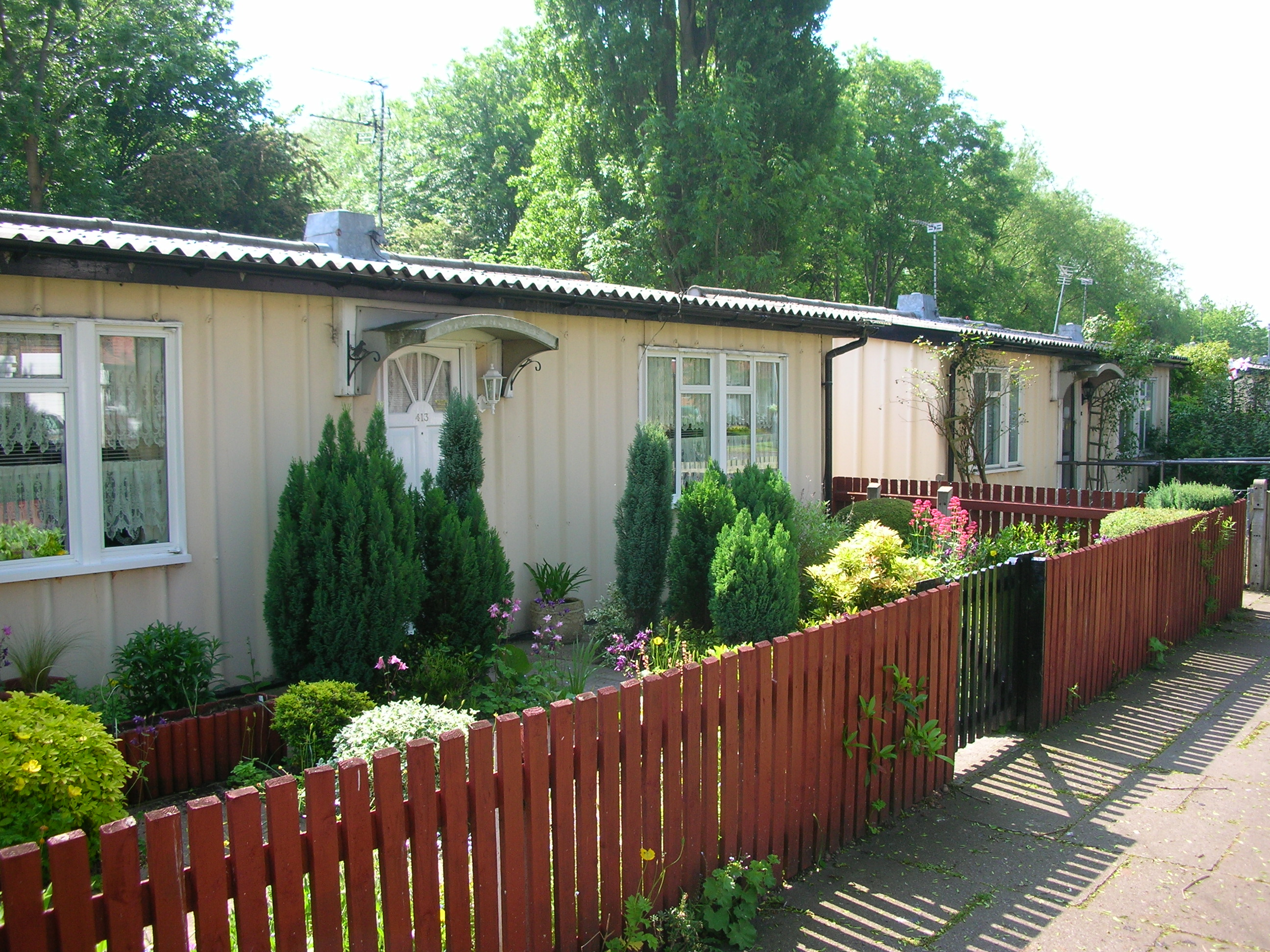
Préfabriqués Phoenix situés à Wake Green

Le Phoenix, conçu et construit par Laing ainsi que par leurs partenaires McAlpine et Henry Boot, ressemblait beaucoup à un AIROH avec une porte d'entrée centrale, mais était beaucoup moins esthétique. comportait deux chambres à coucher avec une structure en acier, des murs recouverts d'amiante et un toit innovant composé de poteaux tubulaires en acier avec des panneaux en acier attachés. Comme tous les modèles, il était pré-peint en couleur magnolia, avec des reflets verts sur les cadres et les plinthes. Les préfabriqués Phoenix coûtaient 1 200 £ chacun, construits sur place, tandis que la version spécialement isolée conçue pour l'île de Lewis dans les Hébrides coûtait 2 000 £.

### Reema

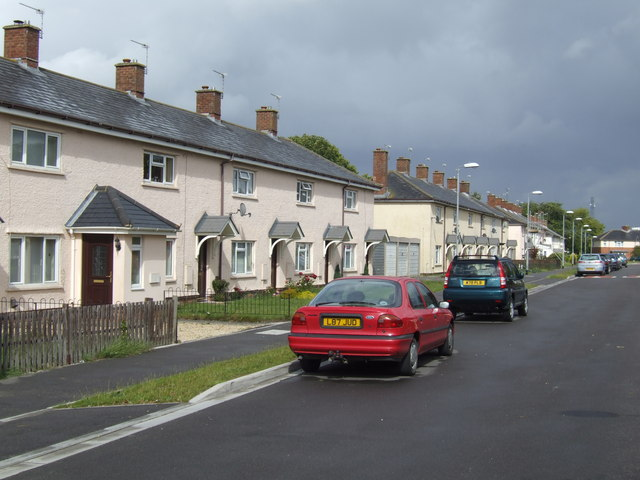
Préfabriqués Reema près de la base de Boscombe

Les maisons Reema étaient construites à partir de panneaux préfabriqués en béton armé de grande taille (d'une hauteur d'un étage), eux-mêmes fabriqués dans des usines, avant que la construction ne soit autorisée sur le site. Reema construction (en) présentait deux modèles :
- Reema Conclad
- Reema Hollow Panel

### Suédoise

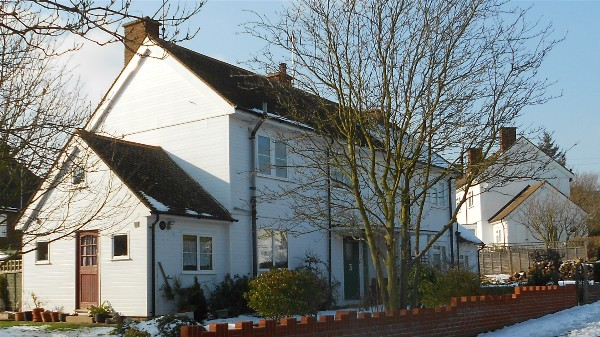
Maison préfabriquée suédoise visible à Shorne, dans le Kent

Entre septembre 1945 et mars 1946, la Suède a exporté 5 000 maisons préfabriquées vers le Royaume-Uni et 2 100 vers la France. La conception a été adaptée par le ministère du travail à partir d'un kit suédois standard, les maisons tout en bois étant livrées en sections plates, puis stockées sur les quais en vue de leur affectation. En Angleterre et au Pays de Galles, ces maisons étaient souvent envoyées en petit nombre dans les zones rurales pour aider les travailleurs agricoles. Les premières de ces maisons ont été construites à Abbots Langley, dans le Hertfordshire, en janvier 1946. Il existe deux modèles de base : les maisons jumelles avec une extension utilitaire d'un étage et les bungalows jumeaux à lucarne. Une paire de bungalows à Auckley près de Doncaster (Grid Ref : SE651012) ont été répertoriés par Historic England (leur référence : 1392257).
En Écosse, un style de maison légèrement différent (sans l'extension utilitaire à un étage) a été construit dans de grands domaines à Édimbourg, Glasgow, Inverness et ailleurs.

### Tarran
Le Tarran a été conçu par la société de construction Tarran Industries Ltd. (Robert Greenwood Tarran (en)) de Hull. Il s'agit d'un bungalow à ossature en bois, recouvert de panneaux de béton préfabriqués. 19 014 Tarran ont été construits dans le cadre de la loi sur le logement temporaire, mais des variantes à un ou deux étages ont été construites en nombre par la suite.

### Uni-Seco

Uni-Seco
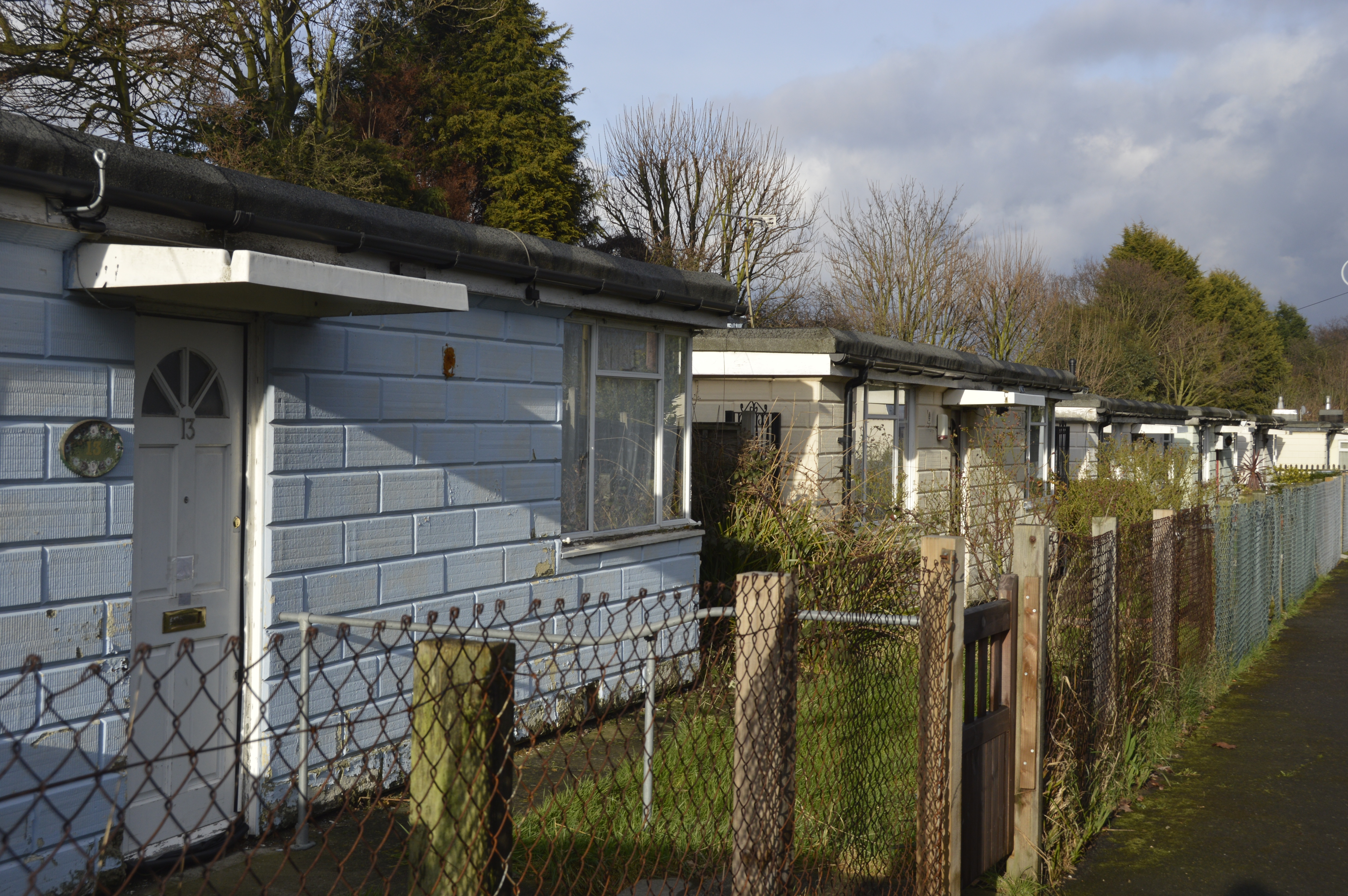
Préfabriqués de type Uni-Seco aujourd'hui classés, et situé sur l'Excalibur Estate (en)

Produites par la Selection Engineering Company Ltd, basée à Londres, les trois versions de l'Uni-Seco ont été construites principalement à Londres et dans l'Angleterre du Sud-Est. Il s'agissait d'un bungalow de deux chambres à toit plat, avec une ossature en bois en contreplaqué lié à de la résine et des sections de mur en amiante, il était basé sur un modèle de bureau militaire du temps de guerre. Avec des dimensions de 7,16 m) par 5,97 m), les deux premières versions comprenaient l'unité de service standard cuisine/salle de bain du ministère de la Guerre, plus un salon ; les Mark 3 avaient une entrée centrale au-dessus de la porte latérale d'origine.
En 1943, Uni-Seco a nommé l'émigré tchécoslovaque George Fejer comme designer industriel, et il participa à la conception de la cuisine. Fejer a par la suite travaillé avec Arthur Webb et George Nunn chez Hygena pour créer le style britannique de cuisine intégrée, basé sur les principes de la cuisine de Francfort. Environ 29 000 unités Uni-Seco ont été construites. L'Excalibur Estate à Catford, Lewisham, est le plus grand ensemble résiduel de préfabriqués du Royaume-Uni, composé actuellement de 187 bungalows Uni-Seco, mais la démolition de tous les bâtiments (sauf six) fut annoncée en 2011.

### Unity Structures

Universal House Mark 3
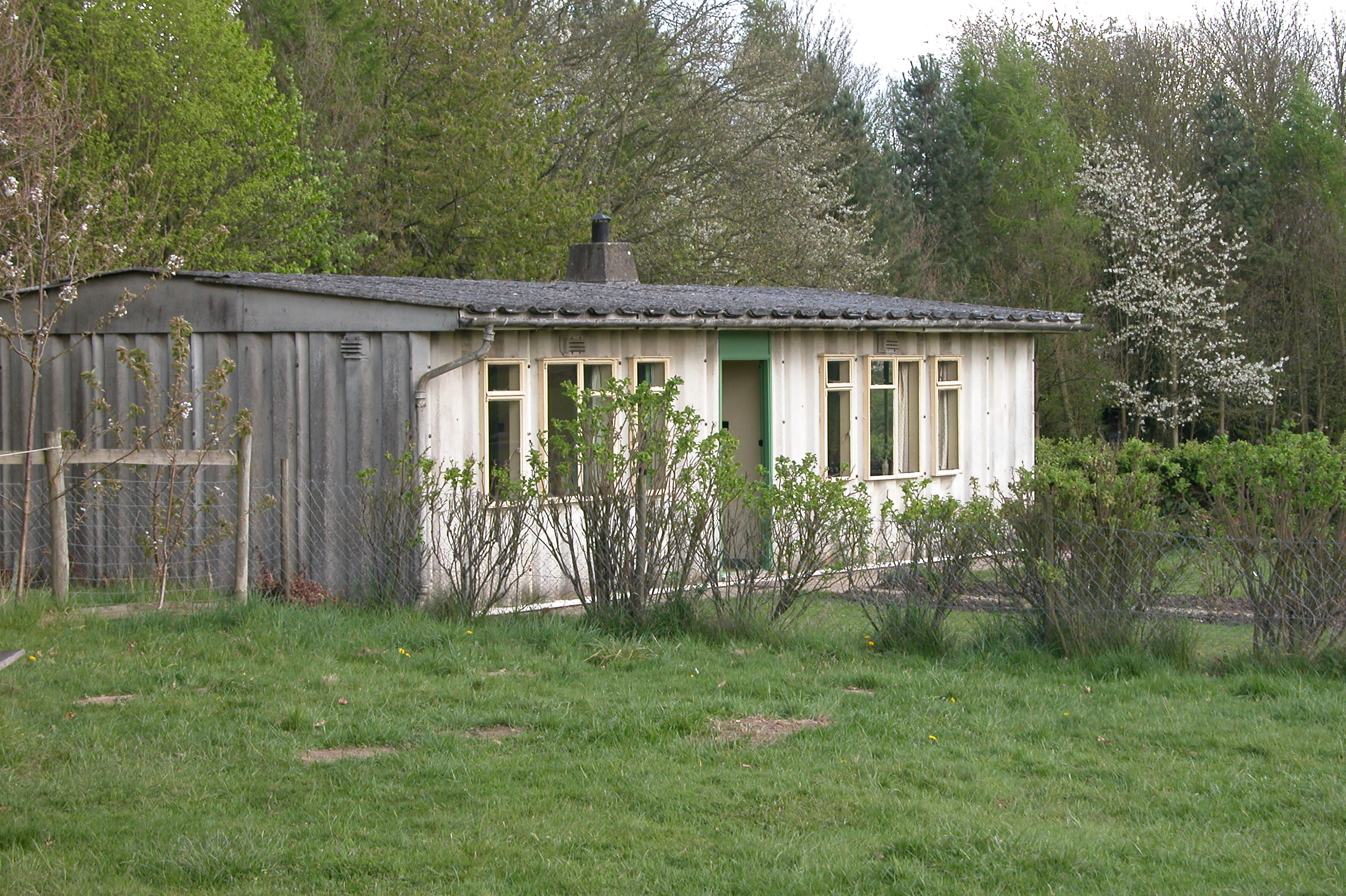
Un préfabriqué conservé au Chiltern Open Air Museum (en). Le préfabriqué du musée était l'un des 46 construits sur le domaine de Finch Lane à Amersham.  Il y avait 18 modèles différents et celui-ci est un modèle Universal House Mark 3, fabriqué par une entreprise de Rickmansworth, et il a été construit en 1947. Robert et Ethel Brant y vivaient avec leurs trois enfants et leur perroquet de compagnie. Le musée est en contact avec la famille Brant qui y a vécu à partir de 1948, certaines de leurs photos de famille sont sur la cheminée[2].

Unity Structures était une entreprise de construction basée à Rickmansworth. À l'aide de panneaux en béton armé préfabriqués communs à tous les étages, ils ont produit diverses versions actualisées de leurs variantes de maisons de plain-pied et à deux étages. Les colonnes en béton armé préfabriqué font office de meneaux grâce à des renforts métalliques dans la cavité et à des poutrelles métalliques reliées aux joints des colonnes. Des bandes de cuivre relient le panneau intérieur au panneau extérieur sur les premières variantes, tandis que plus tard, la bande de cuivre est fixée à la colonne qui ne retient que les panneaux de revêtement extérieurs.
Bien que la conception incorpore une importante charpente métallique, dont l'état structurel actuel est correct, le béton utilisé pour le moulage se dégrade et présente des fuites de chlorures. Il en résulte des taches internes à travers les joints des panneaux ainsi que la corrosion des armatures et des sangles métalliques.
Un bungalow d'Unity Structures situé à l'origine à Amersham est conservé au Chiltern Open Air Museum (en).

### Winpey no-fines

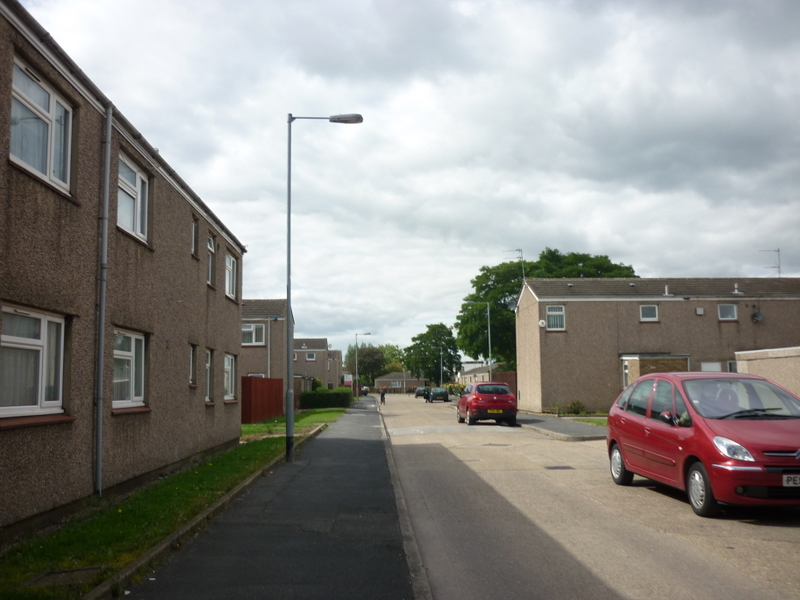
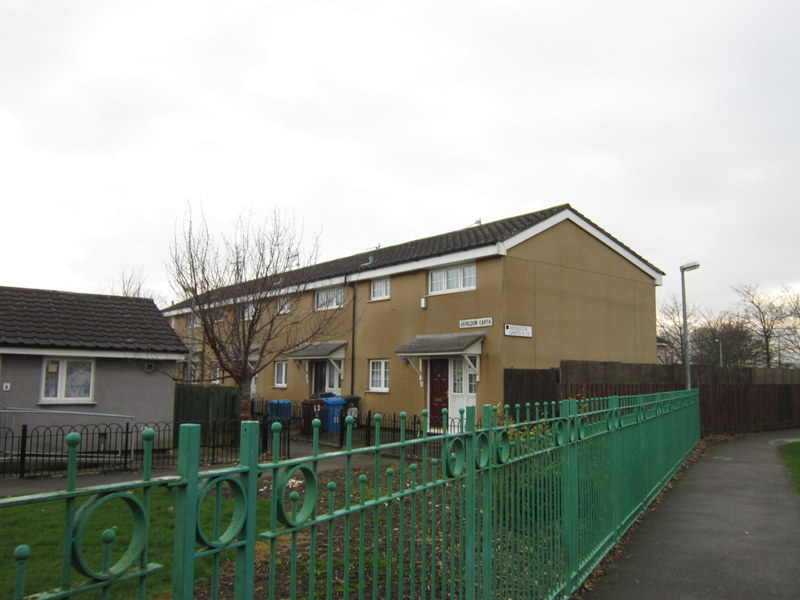
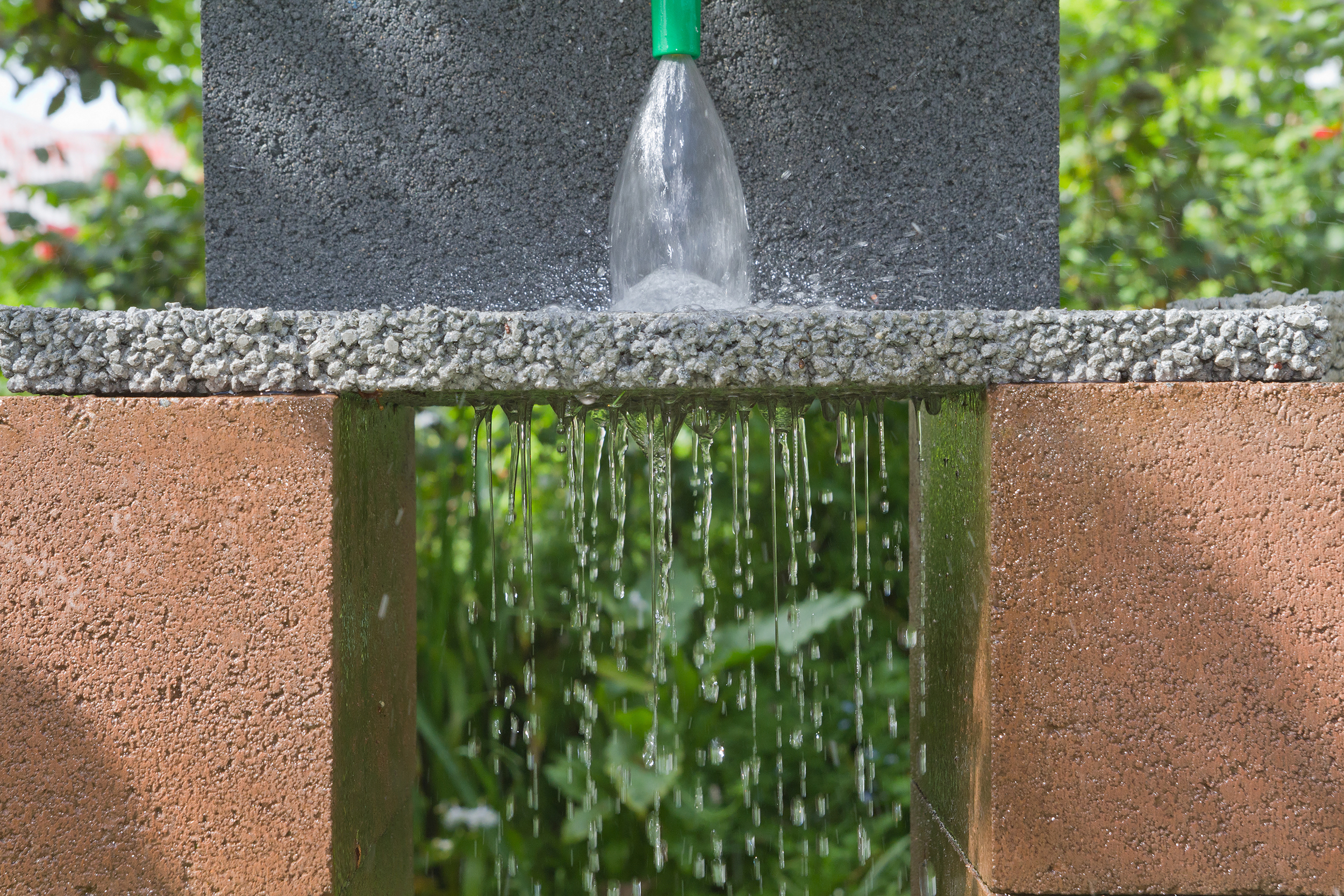
Béton sans granumats fins

George Wimpey & Co, étant un constructeur de maisons, s'est concentré à la fois sur le design mais aussi sur la rapidité et la facilité de construction. Leur méthode utilisait du béton "no-fines", dont la composition n'utilisait pas de granulats fins. Le rez-de-chaussée était également en béton, tandis que le premier étage était constitué de planchers en bois. Les murs intérieurs étaient constitués d'un mélange de briques conventionnelles et de blocs de construction. La conception de Wimpey a été particulièrement réussie, des milliers de maisons ont été construites et sont toujours occupées aujourd'hui.